# Осинівка (зупинний пункт)
Оси́нівка — пасажирський залізничний зупинний пункт Полтавської дирекції Південної залізниці.
Розташований на лінії Курінь — Прилуки між роз'їздами Варварівський (4 км) та Більмачівка (10 км) неподалік від села Перше Травня Бахмацького району Чернігівської області.
Відкритий після 1992 року.
Станом на березень 2020 року щодня три пари дизель-потягів прямують за напрямком Бахмач-Пасажирський/Варварівський — Прилуки.